# Hoplophorella grandjeani
Hoplophorella grandjeani är en kvalsterart som beskrevs av Wojciech Niedbała 1981. Hoplophorella grandjeani ingår i släktet Hoplophorella och familjen Phthiracaridae. Inga underarter finns listade i Catalogue of Life.